# Phyllometra teneraria
Phyllometra teneraria är en fjärilsart som beskrevs av Otto Staudinger 1892. Phyllometra teneraria ingår i släktet Phyllometra och familjen mätare. Inga underarter finns listade i Catalogue of Life.